# Межирів
Межи́рів — село в Україні, у Жмеринській міській громаді Жмеринського району Вінницької області.
Через Межирів тече річка Рів (вона минає також через м. Бар, м. Браїлів та впливає в р. Південний Буг).

## Історія
Письмові документи про Межирів починаються з XVI ст. На час володіння Барським староством королевою Боною припадає спорудження в Межирові замку, залишки якого й досі називають Замчиськом.
До кінця XVI ст. Межирів був багатолюдним поселенням, котрому за клопотанням Барського старости Станіслава Ґольського було надано статус містечка й даровано у 1591 р. магдебурзьке право.
У період Литовсько-Польського панування ремісники містечка зазнавали феодального тиску. Щоб мати більші прибутки, феодали перевели їх з натурального оброку на грошовий. Це сприяло тому, що Межирів стає на Поділлі впливовим торговельним центром. Ремісники, міщани, ведучи жваву торгівлю, домоглися привілеїв для міста. Воно отримало магдебурзьке право і право на самоуправління, у той час як місто Вінниця таким правом не користувалось. Це був час найбільшого розквіту міста.
У 1612 р. Межирів був розорений татарами, але у майбутньому відновлений київським воєводою Станіславом Жолкєвським, причому були відновлені колишні привілеї міста і даровані нові.
У період турецького панування на Подільській території фортеця Межирова служила опорним пунктом для турків і кримських татар. Свідками того часу залишились підземні ходи-комори Межирова. До нашого часу трапляються провалля землі на рівних місцях. Старожили розповідають про дотепну свинячу знахідку. Господар випускав свиней пастись на спориш. А з часом помітив, що вони перестали після випасу і прогулянки їсти, хоч росли і поправлялись. Черговий раз, випускаючи їх, він пішов за ними і побачив: свинки зайшли в провалля, куди вів невеликий хід. Господар розкопав хід і виявив комору, у якій свині знайшли для себе поживу.
З 1640 р. Межирів стає ареною багатьох битв; ним володіють то козаки, то поляки, то росіяни, то турки. І всякий раз містечко піддавалось значним спустошенням.
Під час Визвольної війни 1648—1654 рр. до повсталих селян і козаків приєдналися межирівчани як складова Брацлавського полку. Командував ним полковник Данило Нечай, який загинув біля містечка Красне Тиврівського району, що за 25 км від Жмеринки. Після Переяславської Ради Межирів залишився під владою Польщі, а у 1672 р. став турецьким володінням.
У 1659 р. Межирів разом із Барським староством був дарований у довічне володіння козацькому гетьману Івану Виговському, але його син Остап у 1698 р. продав маєток князю Любомирському.
Панщина в Межирові і оточуючих селах почала запроваджуватися з 1552 року. Селяни втратили право на перехід до іншого пана або переселення без його волі. Литва запровадила майнові стани. Вони діяли тут із 1566 року. Шляхта і духовенство увійшли до привілейованого стану — вони не оподатковувались. Міщани і селяни відбували панщину чи платили оброк.
У Любомирських маєток викупив у 1784 р. Анджей Орловський.
Межирів колись був містом, але коли почали будувати залізницю, то вирішили трохи обминути Межирів і збудували залізницю через Жмеринку (яка у ті часи була селом). З появою в Жмеринці залізничного вокзалу село почало розвиватися і змінюватися в місто.

До 1934 р. Межирів був райцентром. Тут були школа, синагога, продуктові та промислові магазини, великий речовий ринок та базар на якому торгували свійською худобою.

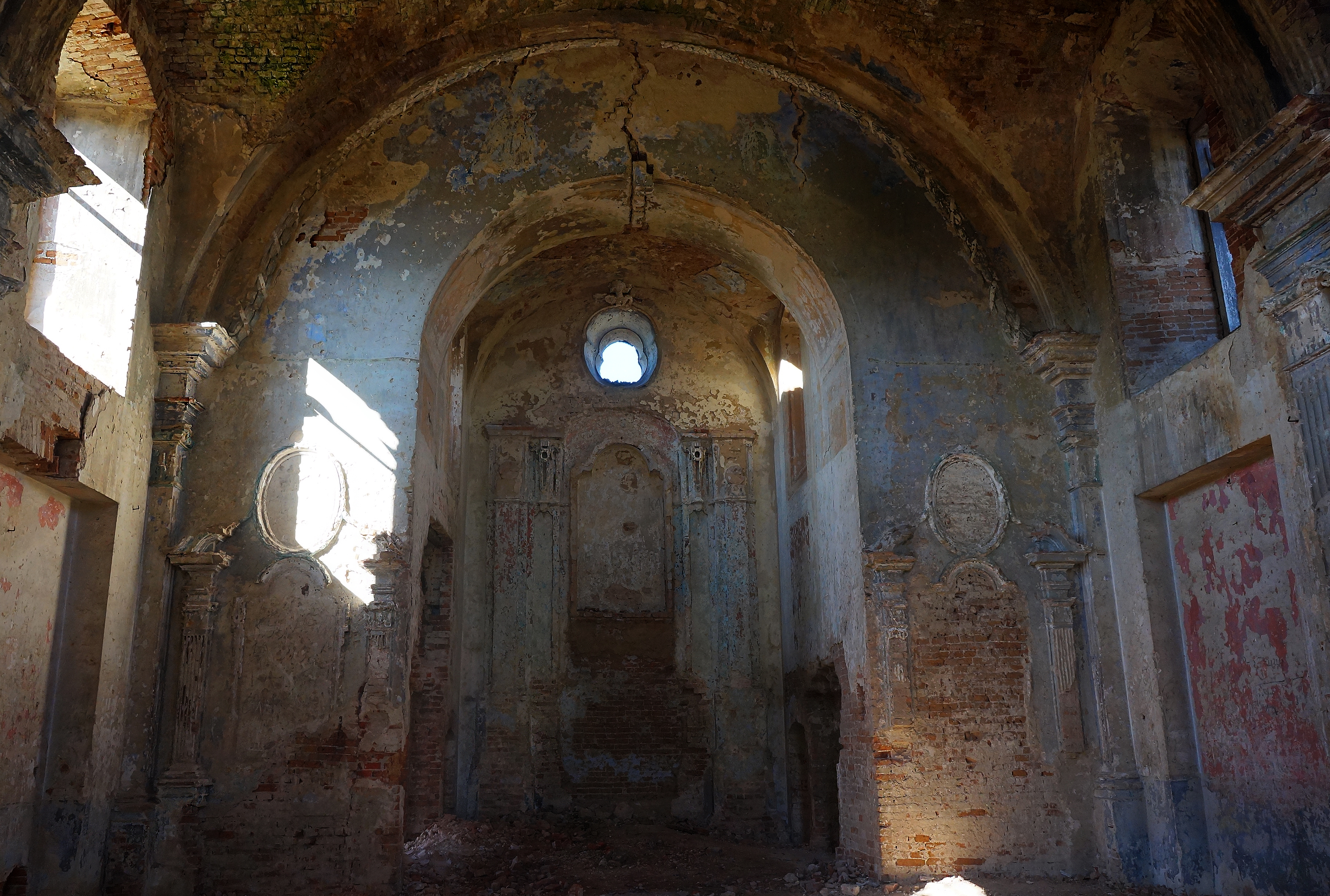
Вівтарна частина костелу
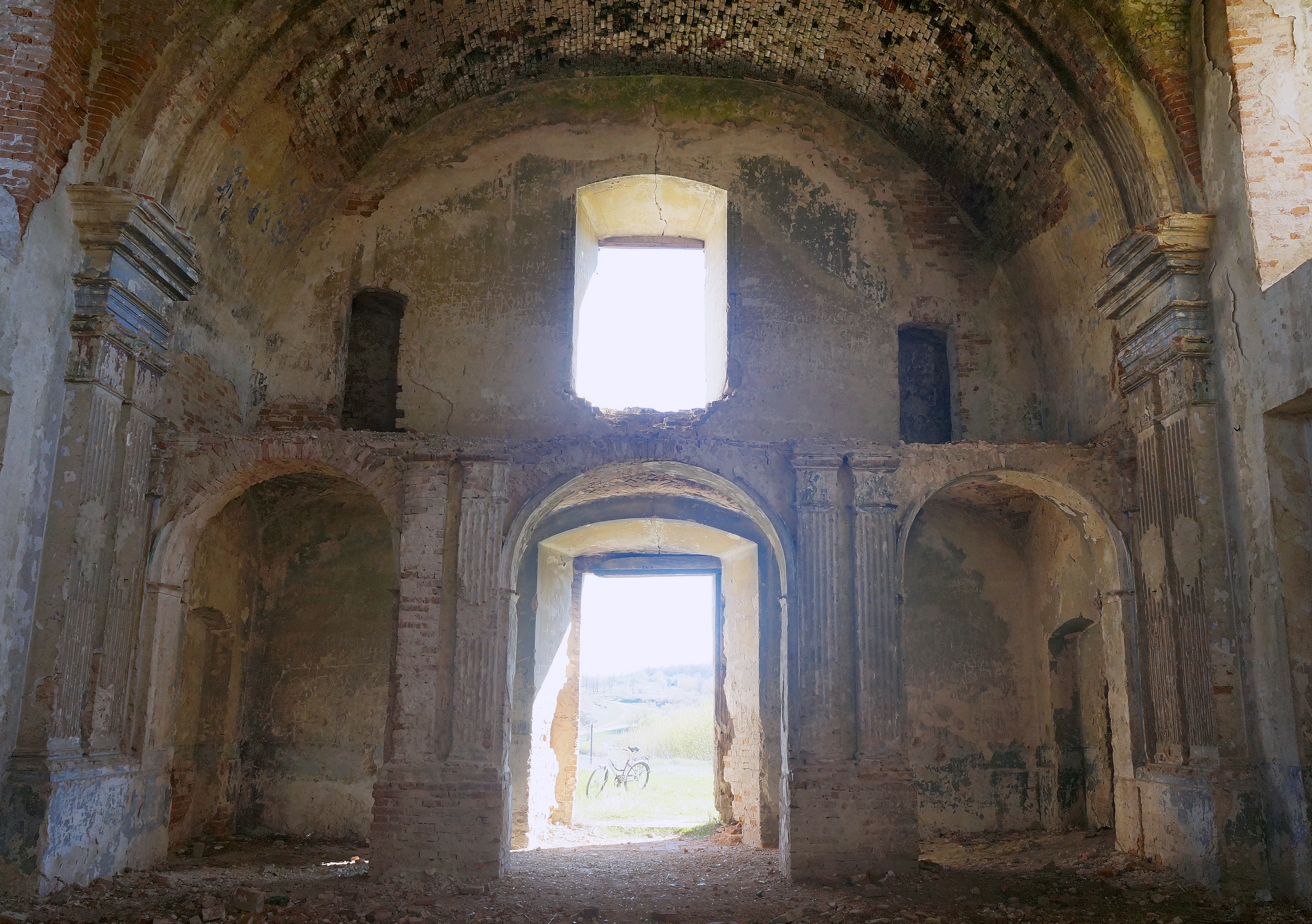
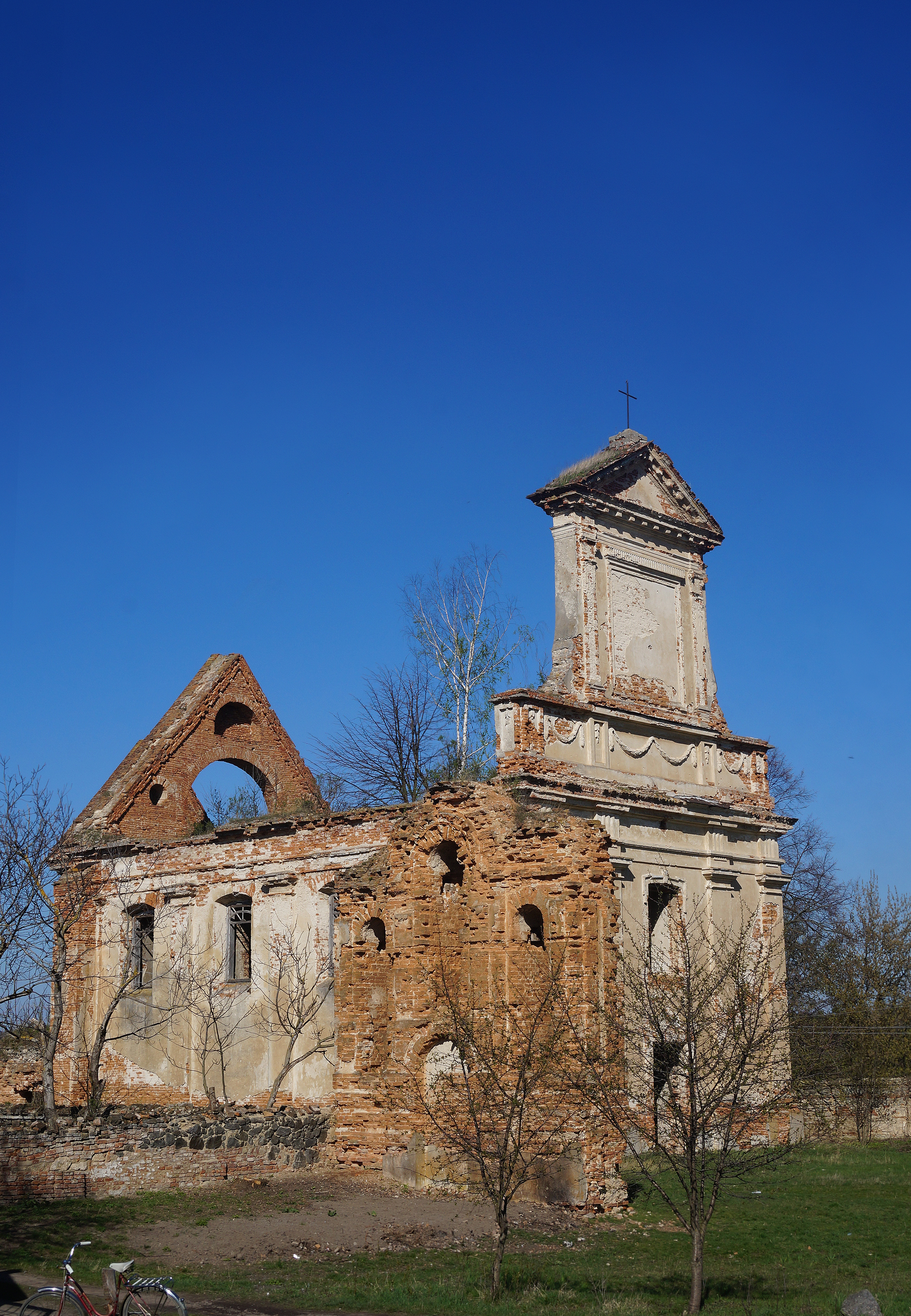
руїни костелу
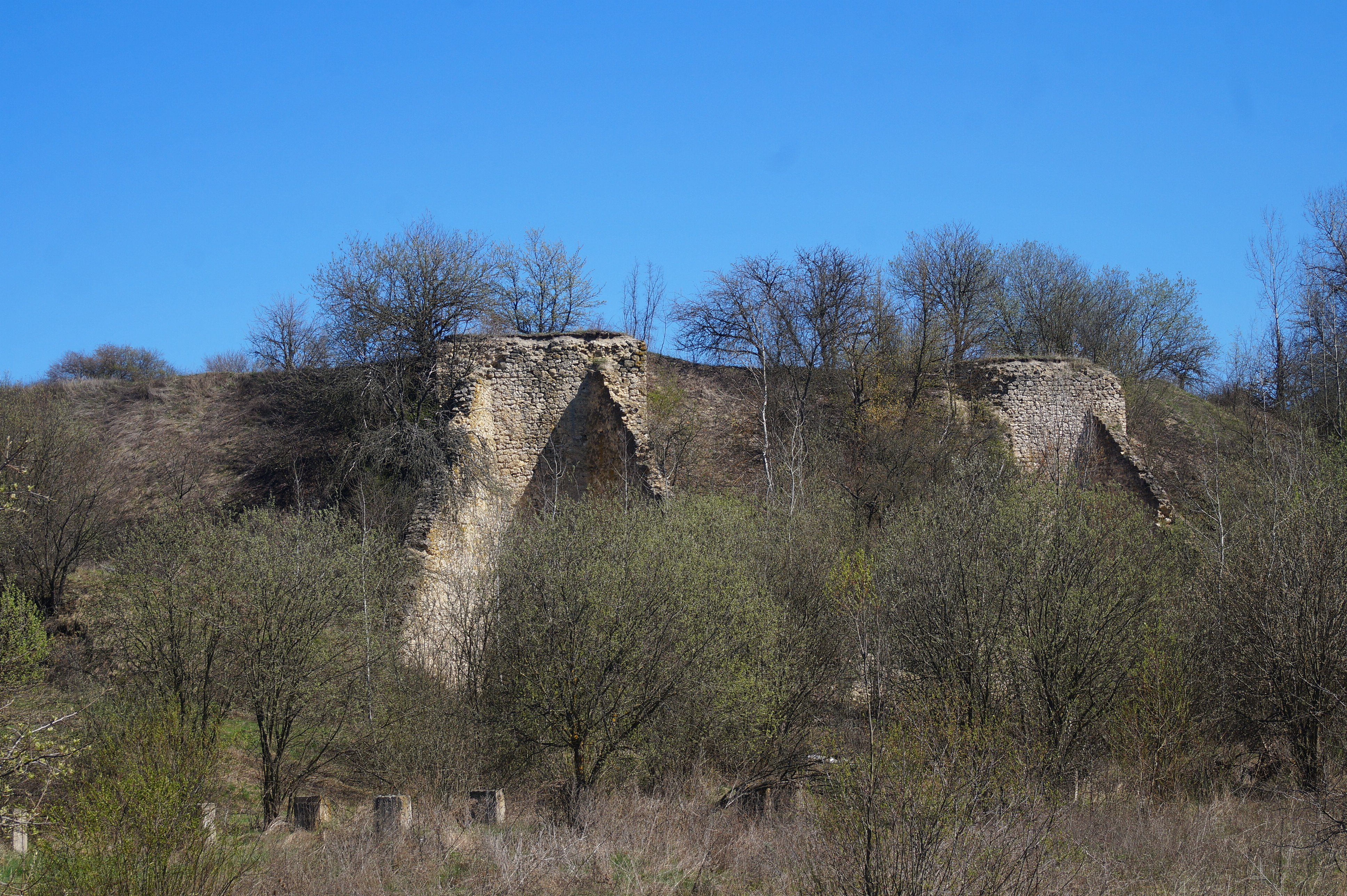
печі для випалювання вапна
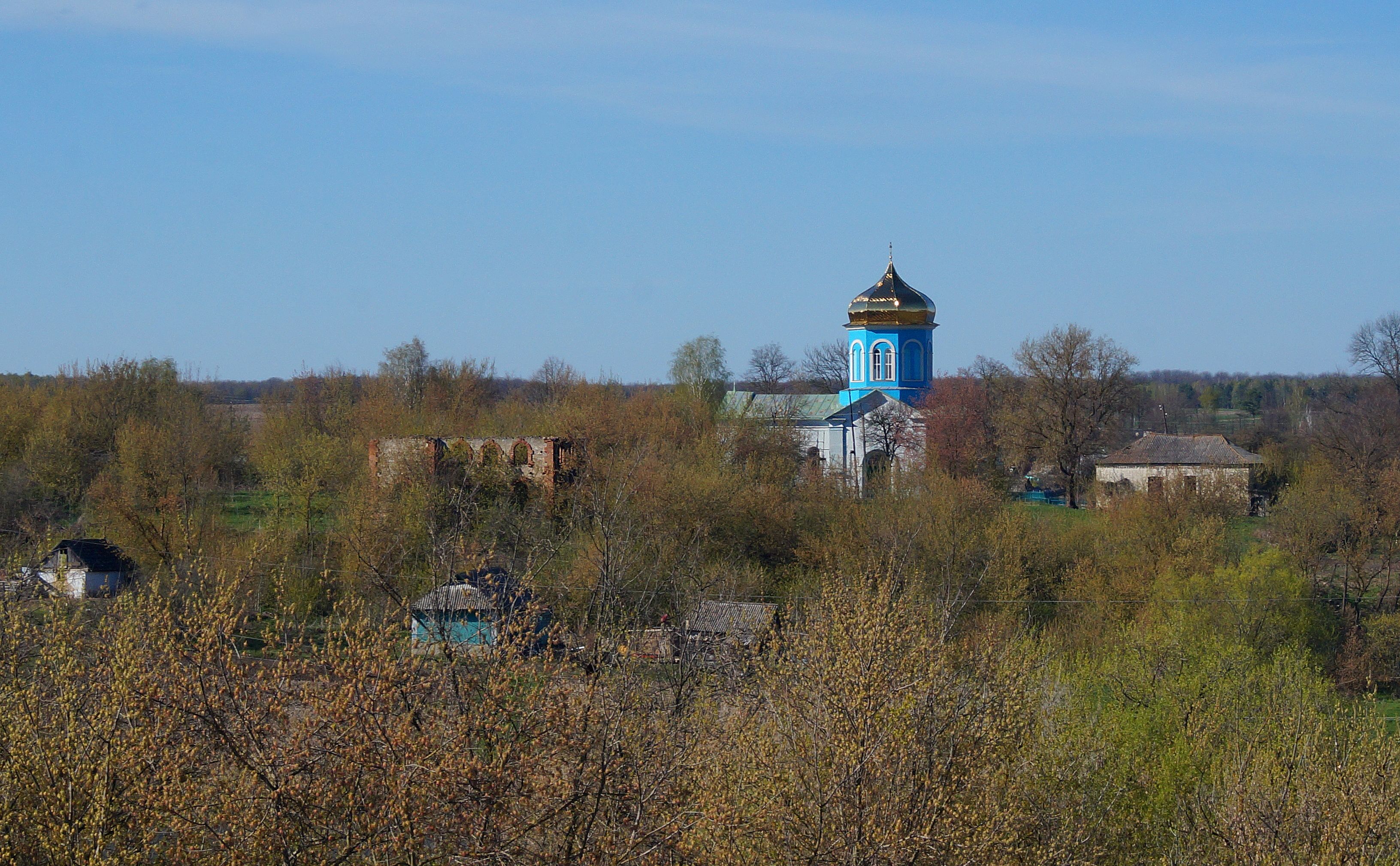
вид на руїни синагоги та церкву
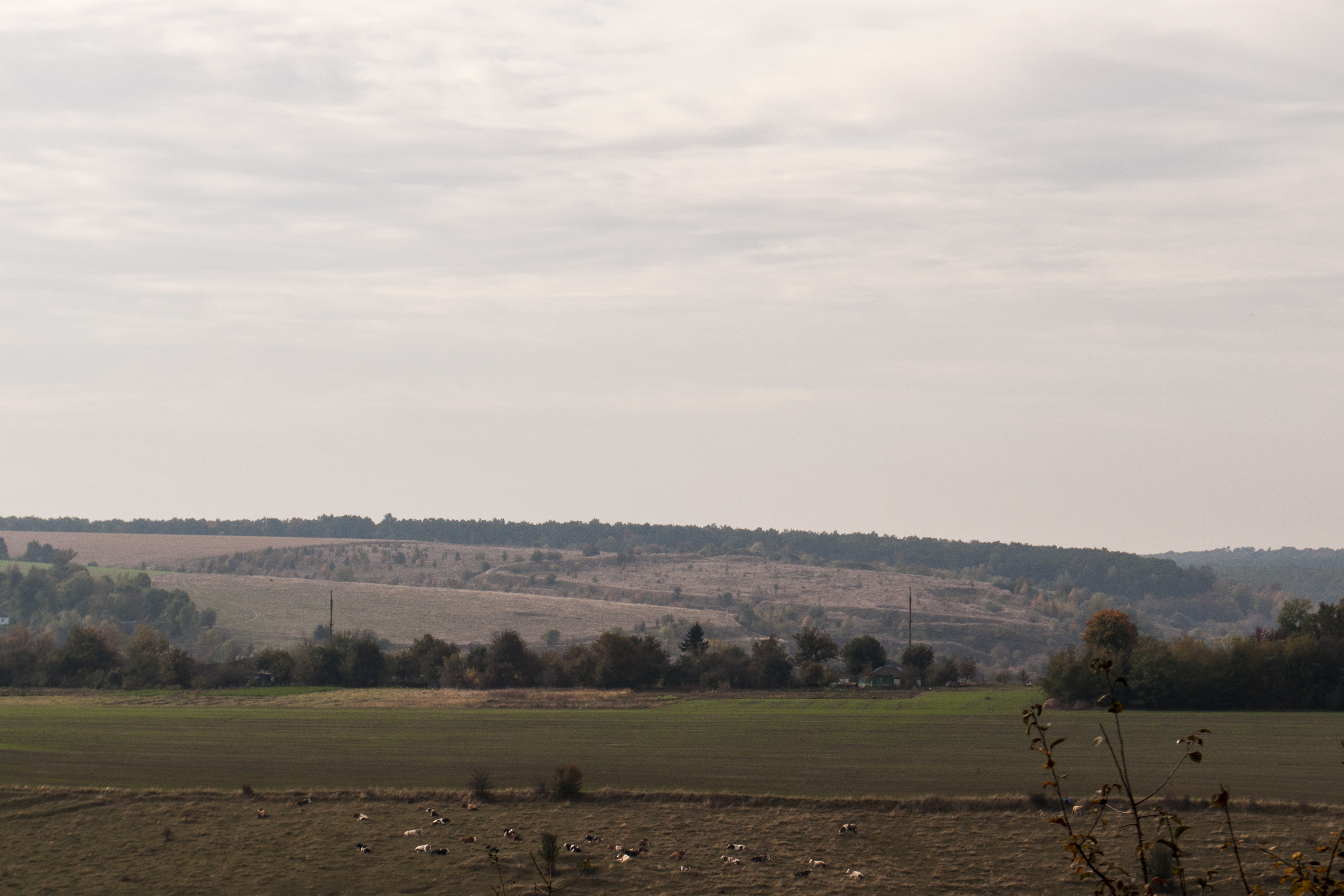
Скіфське городище. с Межирів

За постановою Всеукраїнського центрального виконавчого комітету від 7.03.1923 р. «Про адміністративно-територіальний поділ» були утворені райони: Станіславчицький: 14 сільських рад, Жмеринський: 11 сільських рад, Межирівський: 13 сільських рад (Біликовецька, Винниковецька, Дубівська, Коростовецька, Головчинецька, Лопатинецька, Лисогірська, Межирівська, Почапинецька, Северинівська, Сербинівська, Стодулецька, Чернятинська — усього 25 сіл). У 1932 р. Межирівський район був ліквідований.
Напередодні Німецько-радянської війни населення Межирова становило 1200 чоловік, з них євреїв — 400 чоловік. В період окупації село було поділено на дві частини по річці Рів. Права його сторона належала румунській владі, а саме містечко — німецькій. Як розповідав житель села Рову Захарчук Анатолій Степанович, у той період було розстріляно 150—200 євреїв. Мельник Лейба, коли прийшли німці, пустив по лотках воду на млинове колесо, а сам став біля нього. Не знайшовши мельника, вони залишили млин, а сім'ю знищили. Назва Межирів довго наводила страх на людей. Також із села утекло багато поляків, які тут проживали.
Сьогодні село не має школи. З Німецько-радянської війни від неї залишились лише стіни. Завдяки Мартинівському спиртзаводу, його колишньому директору М. Ф. Похилюку вона була відбудована і проіснувала до 1975 р. А із введенням Мартинівської середньої школи її ліквідували. З колишніх вчителів у Межирові проживав Панас Гордійович Саволюк — учитель-фронтовик, гвардієць, артилерист, капітан, учасник трьох воєн (1939 р. — похід на Західну Україну; 1940 р. — учасник прориву лінії «Манергейма» в Фінляндії; брав участь в обороні міста-героя Керчі, звільненні Кавказу, м. Новоросійська, Запоріжжя, Одеси). Заслужив подяку Верховного
Якийсь час економіку села підтримували корисні копалини. Для випалювання вапна з вапняків, поклади яких знаходяться навколо, на підгірках збудували кілька печей. Нині вони зруйновані.
На сьогодні це село вмирає, залишилися тільки пенсіонери і дачники.
12 червня 2020 року, відповідно до Розпорядження Кабінету Міністрів України від  № 707-р «Про визначення адміністративних центрів та затвердження територій територіальних громад Вінницької області», увійшло до складу Жмеринської міської громади.
19 липня 2020 року, в результаті адміністративно-територіальної реформи та ліквідації Жмеринського району, село увійшло до складу новоутвореного Жмеринського району.

## Транспортне сполучення
Поблизу села проходить магістральна електрифікована двоколійна залізниця напрямку Хмельницький-Жмеринка (далі на Вінницю, Київ та Одесу).
Курсують приміські електропоїзди сполученням Жмеринка — Хмельницький (кінцева зупинка — ст. Гречани у Хмельницькому) та зворотно.
На ст. Жмеринка можна здійснити пересадку до станцій:
- Козятин (Вінниця, Калинівка)
- Вапнярка (Рахни, Шпиків, Ярошенка)
- Могилів-Подільський (Бар)

На ст. Гречани можна пересідати на електро- та дизель-поїзди:
- до ст. Волочиськ, Підволочиськ
- до ст. Старокостянтинів, Шепетівка
- до ст. Ларга або Ленківці через Ярмолинці, Кам'янець-Подільський.

Електропоїзди на шляху від Жмеринки до Гречан проходять такі зупинки:
- пл. Межирів
- пл. Дубки
- Сербинівці
- пл. Стодульці
- пл. Васютинці
- пл. Гришки
- пл. Радівці
- Комарівці
- пл. Кориченці
- пл. Нова Гута
- пл. Волоське
- Деражня
- пл. Літки
- Коржівці
- пл. Масівці
- Богданівці
- пл. Ракове
- Хмельницький
- пл. Речовий ринок

## Пам'ятки
- Костел Вознесіння, побудований у 1794 р. за кошти Андрія Орловського. Належав до літинського деканату. На початок ХХ ст. парафія налічувала 1438 прихожан. Діяв він до 1945 року, потім там був колгоспний склад зерна.
- Церква Олександра Невського, на початок ХХ ст. налічувала 1000 парафіян. Зараз знаходиться у дуже гарному стані
- Польський цвинтар з руїнами каплиці
- Руїни синагоги
- Ландшафтний заказник місцевого значення Межирівські берізки.

У Межирові був колись замок, звідти і назва місцевості Замчище (Замчисько). Замку, не збереглося як і палацу.